# 刘崛

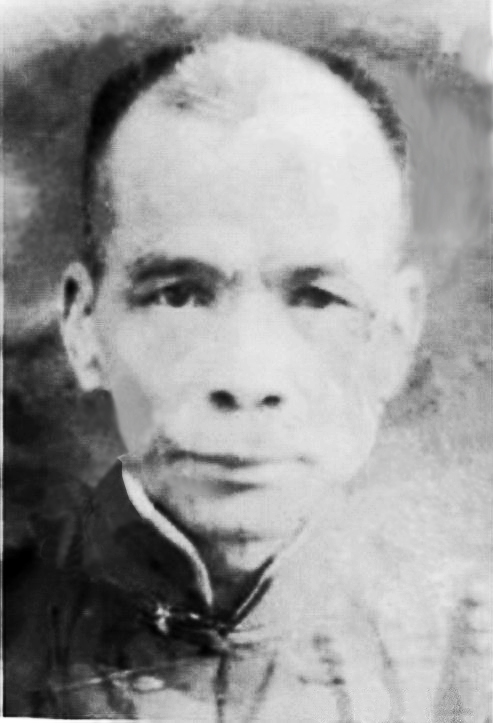

刘崛（1878年—1964年） ，又名美延，字尊权。广西容县人。中国民主革命家，中华民国政治人物。

## 生平
刘崛于清朝光绪廿八年（1902年）进入桂林体用学堂学习。光绪卅年（1904年）刘崛到梧州国民学堂工作，结识胡汉民。同年，刘崛到日本法政学院留学，后来入早稻田大学。1905年，刘崛加入同盟会，担任中国同盟会广西分会会长兼主盟人，创办《粤广》月刊（又名《粤西》杂志）。1908年，刘崛被孙中山任为同盟会专使，在此后一年内到中国广西、马来西亚、新加坡、泰国、缅甸、越南、印度尼西亚、朝鲜等处活动。清朝宣统三年（1911年），刘崛参加了黄花岗起义，起义失败后到梧州浔郡中学潜藏。
武昌起义爆发后，刘崛通过发动桂东数县迫使清朝梧州官府宣布独立，此后刘崛担任南京临时参议院议员。后刘崛参加中华革命党，并任中华革命党军广西司令长官，参加了讨伐袁世凯的战役。1924年，刘崛出席了中国国民党第一次全国代表大会，任中国国民党广西省党部指导委员。1925年后，刘崛担任中国国民党党史编纂委员会专任委员兼主任秘书。中华人民共和国成立后，刘崛担任广西文史研究馆馆员。 